# Västersjön (Ragunda socken, Jämtland)
Västersjön är en sjö i Ragunda kommun i Jämtland och ingår i Indalsälvens huvudavrinningsområde. Sjön har en area på 0,257 kvadratkilometer och ligger 337,1 meter över havet.

## Delavrinningsområde
Västersjön ingår i det delavrinningsområde (702575-150822) som SMHI kallar för Utloppet av Mellansjön. Medelhöjden är 404 meter över havet och ytan är 16,87 kvadratkilometer. Det finns inga avrinningsområden uppströms utan avrinningsområdet är högsta punkten. Vattendraget som avvattnar avrinningsområdet har biflödesordning 3, vilket innebär att vattnet flödar genom totalt 3 vattendrag innan det når havet efter 147 kilometer. Avrinningsområdet består mestadels av skog (78 procent). Avrinningsområdet har 0,77 kvadratkilometer vattenytor vilket ger det en sjöprocent på 4,6 procent.